# Тшемха-Ґурна
Тшемха-Ґурна (пол. Trzemcha Górna) — село в Польщі, у гміні Сенно Ліпського повіту Мазовецького воєводства.
Населення — 170 осіб (2011).
У 1975-1998 роках село належало до Радомського воєводства.

## Демографія
Демографічна структура станом на 31 березня 2011 року:
|          | Загалом | Допрацездатний вік | Працездатний вік | Постпрацездатний вік |
| -------- | ------- | ------------------ | ---------------- | -------------------- |
| Чоловіки | 91      | 20                 | 60               | 11                   |
| Жінки    | 79      | 14                 | 42               | 23                   |
| Разом    | 170     | 34                 | 102              | 34                   |